# Julien Leclercq (Snookerspieler)
Julien Leclercq (* 3. Februar 2003) ist ein belgischer Snookerspieler aus Crisnée. Seit 2022 spielt er als Profi auf der World Snooker Tour und erreichte beim Shoot-Out 2023 einmal das Finale eines Ranglistenturniers.

## Karriere

### Jugend
Julien Leclercqs Vater war selbst Amateurspieler und später Funktionär im belgischen Billiardverband und nahm ihn zu Turnieren mit. Mit 4 Jahren stand er erstmals auf einem Hocker am Billardtisch und spielte danach immer wieder. Mit etwa 9 Jahren begann er, das Spiel ernster zu nehmen, er trainierte und nahm an Turnieren teil. Mit 12 Jahren gewann er als jüngster Teilnehmer sein erstes nationales Turnier und nahm erstmals an der nationalen Meisterschaft teil. Danach begann er intensives Training und arbeitete mit Trainern. Auf nationaler Ebene wurde er je zweimal U16- und U21-Meister. In diesen Kategorien sowie bei der U16- und der Doppelmeisterschaft verlor er außerdem (teils mehrfach) im Finale. Mit 15 Jahren stand er 2018 auch im Endspiel der Herren-Meisterschaft, unterlag aber mit 5:7 Kevin Van Hove.
Er begann aber auch früh, international anzutreten. 2016 spielte er sowohl in der Altersklasse U18 als auch U21 bei der Juniorenweltmeisterschaft, bei der U18-Europameisterschaft 2017 überstand er erstmals die Gruppenrunde und schaffte es bis ins Achtelfinale. Ein Jahr später kam er bei der U21-EM noch eine Runde weiter bis ins Viertelfinale, wo er gegen Ross Bulman ausschied. Auch in den folgenden beiden Spielzeiten gehörte er international immer wieder zu den besten Junioren. Fast immer kam er bis ins Achtelfinale, zweimal bei der EM auch ins Viertelfinale. Beim Sonderformat 6-Reds, und da sogar bei den Senioren, gelang ihm einmal bei der EM 2020 der Halbfinaleinzug.

### Qualifikation für die Profitour
Die COVID-19-Pandemie unterbrach danach seine Ambitionen, weil fast alle Turniere für ein Jahr ausfielen. Leclercq bekam aber die Chance, bei der Profiweltmeisterschaft 2021 mitzuspielen. Er bekam eine Wildcard für die Qualifikation und schaffte es in seinem ersten Spiel, aus einem 2:5-Rückstand einen 6:5-Sieg gegen den iranischen Profi Soheil Vahedi zu machen. Bestärkt durch den Erfolg gelang ihm im Oktober der Finaleinzug bei der U18-Europameisterschaft. In einem rein belgischen Finale unterlag er seinem etwas jüngeren Trainingspartner Ben Mertens knapp mit 3:4. Bei der U21-Europameisterschaft spielte er anschließend sogar um die Startberechtigung auf der Profitour, aber auch dieses Endspiel verlor er, diesmal mit 2:5 gegen Dylan Emery aus Wales. Ein Trost war der Sieg bei der EBSA European Team Championship der Herren, die er zusammen mit Kevin Hanssens für Belgien gewinnen konnte.
Leclercq erhielt aber die Startberechtigung für die Q Tour und damit eine weitere Qualifikationsmöglichkeit. Allerdings blieb er bei den ersten beiden von vier Turnieren ohne Punkte. Beim dritten Turnier gelang ihm aber, unter anderem mit Siegen über Ben Mertens und den späteren Q-Tour-Gewinner Si Jiahui, der Finaleinzug. Trotz der Niederlage gegen Sean O’Sullivan reichte das für die Play-off-Qualifikation. Dort schlug er die Ex-Profis Michael Georgiou und Harvey Chandler und mit einem 5:2-Sieg im Finale über Alex Clenshaw sicherte er sich mit 19 Jahren den Profistatus für die Spielzeiten 2022/23 und 2023/24.

### Profijahre
Der erste Erfolg als Profi gelang ihm früh in der Qualifikation zu den Northern Ireland Open mit einem 4:1-Sieg über Stuart Carrington. Zwei weitere Siege gab es noch in der ersten Saisonhälfte, darunter ein bemerkenswerter 5:4-Sieg gegen Mark J. Williams in der Qualifikation zum German Masters, sein erster Sieg gegen einen Topspieler. Die große Überraschung gelang ihm aber Anfang 2023 im Sonderformat Shoot-out. In Ein-Frame-Matches mit Zeitbegrenzung besiegte er erfahrene Spieler wie Peter Lines, Fergal O’Brien, Michael Holt und Dominic Dale und erreichte das Finale. Das verlor er mit 0:119 gegen Chris Wakelin. Bei den Welsh Open kam er danach mit einem Sieg über den Top-32-Spieler Jordan Brown erstmals bei einem regulären Turnier in Runde 3. Damit kam er zu Beginn des zweiten Jahres dem Ziel einer Top-64-Platzierung bereits sehr nahe. Er punktete auch regelmäßig und kam bspw. beim British Open ein weiteres Mal in Runde 3. Meist war aber in Runde 2 Schluss. Positiver Ausreißer und Höhepunkt war dann im Januar 2024 das German Masters, wo er Ken Doherty und erneut Jordan Brown schlug und bis ins Achtelfinale vorstieß. Am Saisonende stand er auf Platz 65. Damit verpasste er zwar knapp die direkte Weiterqualifikation, aufgrund der Ein-Jahres-Wertung behielt er aber zwei weitere Jahre seinen Profistatus.
2024/25 gelangen ihm früh zwei wichtige Siege beim Xi’an Grand Prix und dem Saudi Arabia Masters, dann folgte aber eine Serie von fünf Auftaktnierderlagen. Bei der UK Championship nutzte er dann den kampflosen Auftaktsieg und kam mit Siegen über Graeme Dott und Dominic Dale erstmals bei einem Triple-Crown-Turnier in Runde 4. Außerdem erreichte er Runde 3 der Scottish Open. Da er darüber hinaus nicht viele Punkte machte, begann er das vierte Profijahr auf Platz 77 der Weltrangliste.

## Erfolge
Profiturniere:
- Finale
  - Snooker Shoot-Out (2023)

Qualifikation für die Profitour:
- WPBSA Q Tour (2022)

Amateurturniere:
- Sieger: EBSA European Team Championship (2021, mit Kevin Hanssens)
- Vizemeister: U18-Europameisterschaft 2021, U21-Europameisterschaft 2021
- national:
  - Vizemeister (2018)
  - U16-Meisterschaft: Sieger 2018 + 2019, Finalist 2015 + 2017
  - U18-Meisterschaft: Finalist 2018 und 2019
  - U21-Meisterschaft: Sieger 2017 + 2022, Finalist 2019
  - Doppel-Meisterschaft: Finalist 2019 (mit Jurian Heusdens), 2022 (mit Ben Mertens)